# Anthea McIntyre
Pour les articles homonymes, voir McIntyre.
Anthea McIntyre, née le 29 juin 1954 à Londres, est une femme politique britannique, membre du Parti conservateur.
Elle est députée européenne depuis 2011.